# ميشيلا هاس
ميشيلا هاس (بالألمانية: Michaela Haas)‏ (و. 1970  م) هي مقدمة تلفزيونية، وصحفية ألمانية، ولدت في إردينغ.

## التعليم
تعلمت في جامعة بون.

## وصلات خارجية
- ميشيلا هاس على موقع IMDb (الإنجليزية)
- ميشيلا هاس في قاعدة بيانات الأفلام على الإنترنت